# Notodoris citrina
Notodoris citrina is een slakkensoort uit de familie van de Aegiridae. De wetenschappelijke naam van de soort is voor het eerst geldig gepubliceerd in 1875 door Bergh.